# Insulivitrina machadoi
Insulivitrina machadoi es una especie de molusco gasterópodo de la familia Vitrinidae en el orden Stylommatophora.

## Distribución geográfica
Es  endémica de España.